# St Giles' Circus
Pour les articles homonymes, voir St Giles et Gilles.
St Giles' Circus est une place de la ville de Londres, important carrefour routier situé à la limite de la Cité de Westminster (notamment du quartier de West End) et du district londonien de Camden, à la convergence des rues de Oxford Street, New Oxford Street, Charing Cross Road et Tottenham Court Road.

C'est également le point de rencontre des quartiers de Soho, Covent Garden, Bloomsbury et Fitzrovia.